# Flying Klassenfeind
Flying Klassenfeind was een in 1982 opgerichte Duitse punkband. Ofschoon de band in de Engelse taal zong, wordt ze tot de NDW gerekend.

## Bezetting
- Michael Ruff[2]
- Detlef Diederichsen[3]
- Diedrich Diederichsen[4]
- Markus Oehlen[5]
- Chris Lunch[6]
- Jörg Gülden[7]

## Geschiedenis
Zonder respect voor het publiek werden interpretaties vereeuwigd op vinyl van The Flying Burrito Brothers, The Velvet Underground, maar ook eigen nummers. De band wilde met hun werk popgeschiedenis van 1955 tot heden vervreemden.

## Discografie
- 1982: Flying Klassenfeind, – The Flying Klassenfeind, Line Records
- 2001/2005: Flying Klassenfeind – The Flying Klassenfeind, Sireena Records met begeleidende tekst van Hollow Skai